# Smelophyllum
Smelophyllum es un género de plantas de la familia Sapindaceae. Contiene una especie.
- Smelophyllum capense

- Datos: Q9078323
- Especies: Smelophyllum